# 873 TCN
873 TCN là một năm trong lịch La Mã.